# Yanomamia guianensis
Yanomamia guianensis — вид ящірок родини гімнофтальмових (Gymnophthalmidae). Ендемік Гаяни.

## Поширення і екологія
Yanomamia guianensis мешкають на північно-східних схилах тепуя Аянганна в горах Пакарайма, на висоті 1490 м над рівнем моря, та на північних схилах гори Рорайма, на висоті 700 м над рівнем моря. Вони живуть у вологих, невисоких вічнозелених високотепуйних лісах